# Liste der Pfarren im Stadtdekanat 8/9 (Erzdiözese Wien)
Das Stadtdekanat 8/9 ist ein Dekanat im Vikariat Wien Stadt der römisch-katholischen Erzdiözese Wien.
Es umfasst sieben Pfarren im 8. Wiener Gemeindebezirk Josefstadt und 9. Wiener Gemeindebezirk Alsergrund mit rund 31.000 Katholiken. Von den Pfarrkirchen befinden sich vier am Alsergrund und drei in der Josefstadt.

## Pfarren mit Kirchengebäuden und Kapellen
- Ink. … Inkorporation

| Pfarre         | Ink.                | Seit | Patrozinium                      | Kirchengebäude und Kapellen |                            |
| -------------- | ------------------- | ---- | -------------------------------- | --- | -------------------------- |
| Alser Vorstadt | Minoriten (OFMConv) | 1783 | Allerheiligste Dreifaltigkeit    | Pfarrkirche: Pfarrkirche Alser Vorstadt Johannes-Nepomuk-Kapelle, Kapelle im AKH-Neubau Ebene 5, Kapelle in der Psychiatrischen Universitätsklinik, Antoniuskapelle. Die Kapelle in der Krankenanstalt Goldenes Kreuz wurde mit 31. März 2025 profaniert und ist daher keine katholische Gottesdienststätte mehr. | Pfarrkirche Alser Vorstadt |
| Breitenfeld    |                     | 1898 | St. Franziskus Seraphicus        | Pfarrkirche: Breitenfelder Pfarrkirche Kapelle Unbeflecktes Herz Mariä | Breitenfelder Pfarrkirche  |
| Canisiuskirche |                     | 1939 | Zum göttlichen Heiland am Ölberg | Pfarrkirche: Canisiuskirche |                            |
| Lichtental     |                     | 1723 | Hll. vierzehn Nothelfer          | Pfarrkirche: Lichtentaler Pfarrkirche | Lichtentaler Pfarrkirche   |
| Maria Treu     | Piaristen (SP)      | 1719 | Maria Treu (Basilica minor)      | Pfarrkirche: Piaristenkirche Maria Treu Kapelle im Studentenheim der Akademikerhilfe | Piaristenkirche Maria Treu |
| Rossau         |                     | 1783 | Mariä Verkündigung               | Pfarrkirche: Servitenkirche Herz-Jesu-Kapelle der Schwesterngemeinschaft Caritas Socialis, Priesterseminarkirche Santa Maria de Mercede, Kapelle im Katholischen Hochschülerinnenheim, Hildegard-Burjan-Kapelle, Herz-Jesu-Kapelle des Pazmanischen Kollegiums                                                    | Servitenkirche             |
| Votivkirche    |                     | 1880 | Zum göttlichen Heiland           | Pfarrkirche: Votivkirche Seelsorgezentrum Vienna International Religious Centre, Kapelle im Afro-Asiatischen Institut, Edith-Stein-Kapelle der Katholischen Hochschulgemeinde Wien | Votivkirche                |

### Diözesaner Entwicklungsprozess
Am 29. November 2015 wurden für alle Pfarren der Erzdiözese Wien Entwicklungsräume definiert. Die Pfarren sollen in den Entwicklungsräumen stärker zusammenarbeiten, Pfarrverbände oder Seelsorgeräume bilden. Am Ende des Prozesses sollen aus den Entwicklungsräumen neue Pfarren entstehen. Im Stadtdekanat 8/9 wurden folgende Entwicklungsräume festgelegt:
- Canisiuskirche, Lichtental, Rossau und Votivkirche
- Alser Vorstadt, Breitenfeld und Maria Treu